# 复盘
復盤是棋类术语，指对局完毕后，復原盤面對弈過程、複演该盘棋的记录，以檢討局中着法的优劣与得失关键（有时当局者会谈到其实战着法的动机以及预想接下来的几步）。同时提出假设，找出最佳方案。如按照棋谱排演，则称为“打谱”。
復盤和現實中的反省以及複習很像，只差在用在不同的地方。